# NHK岡山放送局
NHK岡山放送局（エヌエイチケイおかやまほうそうきょく）は、岡山県を放送対象地域とする日本放送協会（NHK）の地域放送局である。また岡山・香川両県の民放テレビ局が両県を併せた地域を放送対象地域にしていることから、岡山県のみをエリアとする唯一のテレビ局でもある。

## 放送局・支局所在地
- 岡山放送局 - 岡山市北区駅元町15-1 リットシティビル南棟1〜3階
- 倉敷支局 - 倉敷市中島2661-1 KCT情報センター2階
- 津山支局 - 津山市志戸部681-2 頃安ビル
- 新見支局 - 新見市新見1342-3

## 放送局概要

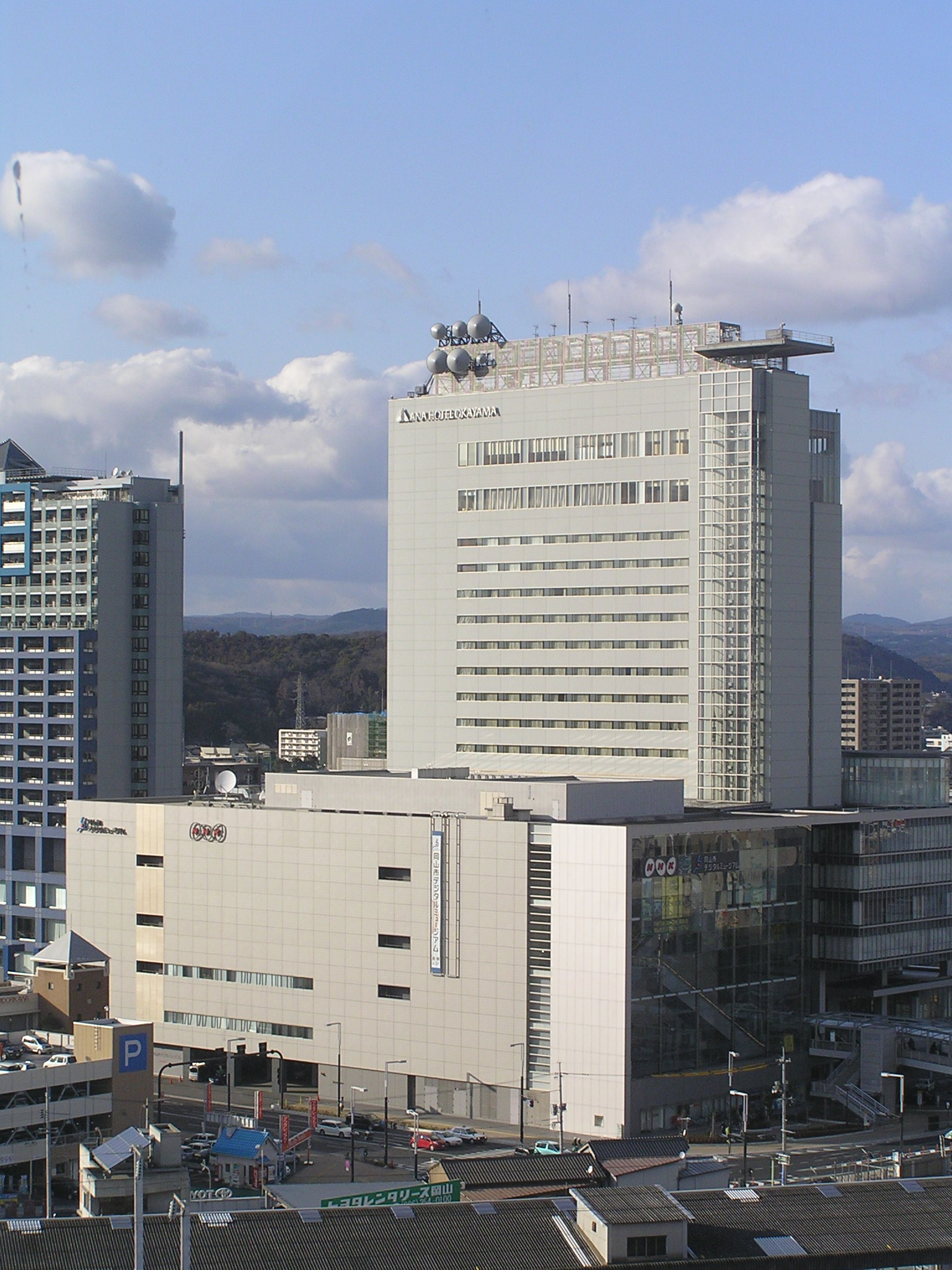
現在、NHK岡山放送局がある、リットシティビル全景（高層棟屋上にNHKがパラボラアンテナや情報カメラを設置している）

前述の通り、リットシティビルの南棟1 - 3階を使用しており、1階に車庫・時間外出入口、2階にエントランス・ロビー・テレビスタジオ・職員通用口、3階がオフィス・ラジオスタジオ・テレビスタジオのスタジオサブなどとなっている。
2階ロビー部分は「ハートプラザ」として一般公開されており、ロビー隣のテレビスタジオについても番組が制作されていない時にはロビーとの可動仕切りを開放して、「ハートプラザ」からスタジオ内部が見られるようになっているほか、ロビー部分をテレビスタジオの一部として使用する場合もある。また、ロビー東側の岡山シティミュージアムとの共有スペースである「ひかりの広場」は同局の実質的なオープンスタジオとなっており、生放送など各種公開イベントが行われているほか、かつては「月刊岡山トラのアナ」の収録も行われていた。

## 沿革
- 1930年（昭和5年）11月1日 - 社団法人日本放送協会大阪支部岡山支所として開設。

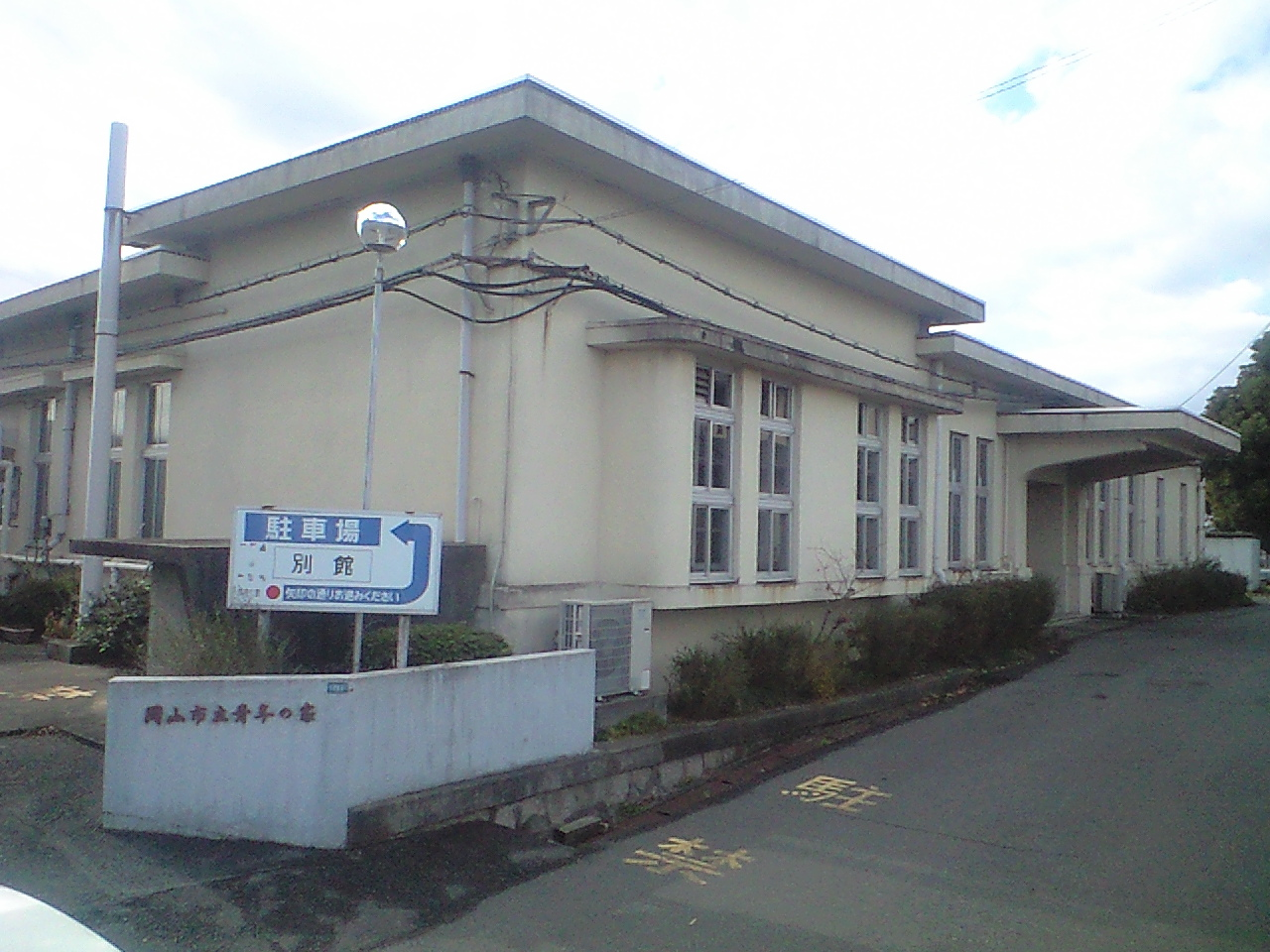
NHK岡山放送局初代局舎（2008年12月）

- 1931年（昭和6年）2月1日 - 岡山放送局開局、ラジオ第1放送開始（JOKK）。全国で10番目の開局であった。局舎（初代）・送信所は岡山市網浜町字赤坂ノ上[注 1]に置かれた[注 2]。
- 1934年（昭和9年）9月21日 - 室戸台風のため放送局への送電が途絶え、約29時間にわたって停波。これを教訓に敷地内に自家発電設備が配備される。
- 1945年（昭和20年）
  - 6月29日 - 岡山空襲で一部電力系統が破損したが、放送は自家発電設備を使って継続。
  - 8月6日 - 広島市郊外の広島中央放送局原放送所から伝えられた広島への原子爆弾投下第一報を、広島中央放送局に代わって東京へ伝達。
- 1946年（昭和21年）9月1日 - ラジオ第2放送開始（JOKB）。
- 1950年（昭和25年）6月1日 - 放送法施行に伴い社団法人日本放送協会が解散、特殊法人としての日本放送協会が一切の権利義務を継承。
- 1957年（昭和32年）12月23日 - テレビジョン放送（現・総合テレビ）放送開始（JOKK-TV）当初は局舎内にテレビ関係の設備を設置するスペースがなかったため、金甲山テレビ送信所内に仮設のテレビスタジオとテレビマスターが設置された[注 3]。
- 1958年（昭和33年）4月 - ローカルニュース開始。
- 1961年（昭和36年） - 局舎及びテレビマスターを岡山市（現・北区）丸の内（山陽放送本社（現・RSK山陽放送丸の内オフィス）の隣）の旧NHK岡山放送会館（2代目局舎）へ、初代局舎敷地内にあった岡山局（ラジオ）を児島郡藤田村字錦[注 4]の錦ラジオ放送所へそれぞれ移転。
- 1963年（昭和38年）6月29日 - 教育テレビ放送開始（JOKB-TV）。
- 1964年（昭和39年）
  - 4月1日 - FM放送の実用化試験放送・ステレオ放送実験が開始（JOKK-FMX。当初ステレオ放送は、大阪局からの放送波中継のみだった。）[1]。
  - 10月1日 - 総合テレビジョンのカラー放送開始[2]。
- 1966年（昭和41年）3月20日 - 教育テレビジョンのカラー放送開始[3]。
- 1969年（昭和44年）3月1日 - 全国NHK一斉にFMラジオ本放送開始（これにより、岡山FM局はコールサインをJOKK-FMに変更）。
- 1970年（昭和45年） - 岡山放送局のローカルニュースがカラー化。これに伴い、カラーフィルムによる報道取材を開始[4]。
- 1972年（昭和47年）頃 - 岡山のローカル番組が全面カラー化。これに伴い、岡山ローカルを含め、総合テレビが全面カラー化（全国放送は前年10月10日に全面カラー化）。
- 1976年（昭和51年） - FM放送、ローカル放送でのステレオ化工事が完了、岡山放送局ローカルのステレオ放送を開始[5]。
- 1978年（昭和53年）11月23日 - 国際電気通信連合による中波ラジオ放送全世界一斉周波数変更の取り決めに従い、ラジオ第1・第2放送の周波数が10kHz間隔から9kHz間隔に一斉変更。
  - これに伴い岡山本局は、ラジオ第1が603kHzに、ラジオ第2が1386kHzに変更。同ラジオ中継局もそれぞれ変更された。
- 1981年（昭和56年）3月16日 - FMステレオ放送用のPCMデジタル音声回線が導入。これに伴い、ローカル以外でのステレオ放送に於ける、大阪から行われていた放送波中継を廃止[6]。
- 1983年（昭和58年）6月4日 - 総合テレビジョンの音声多重放送開始[7]。
- 1986年（昭和61年）11月 - 総合テレビジョンの文字多重放送開始。
- 1991年（平成3年）3月21日 - 教育テレビジョンの音声多重放送開始[8]。
- 2005年（平成17年）
  - 8月27日 - 岡山市（現・北区）駅元町のリットシティビル[注 5]南棟（低層棟）1 - 3階へ放送会館を移転（3代目局舎）。リットシティビルの放送会館部分のフロアはNHKが区分所有（移転契約時に岡山市から買取）。新放送会館からの放送は8月22日から開始。同時にアナログ・地上デジタル対応統合送出マスター運用開始[注 6]。
  - 8月30日 - 北房AMラジオ放送局（ラジオ第1放送）開局。
- 2006年（平成18年）
  - 10月12日 - 地上デジタル放送の試験放送開始。
  - 12月1日 - 地上デジタル放送開始（デジタル総合TV：JOKK-DTV、デジタル教育TV：JOKB-DTV）送信所は金甲山に設置。デジタル送信機は水冷方式。（東芝製）金甲山送信所には高松放送局北讃岐中継局が設置され、高松放送局の地上デジタル放送が始まる同日から香川県向けに放送を開始した。
- 2007年（平成19年）7月1日 - 岡山放送局独自のワンセグ放送開始[注 7]。
- 2011年（平成23年）
  - 2月1日 - 開局80周年。開局80周年記念キャッチコピー「まいにち、びっくり箱」が2010年9月から2011年2月まで使用。
  - 7月24日 - アナログ放送終了。
- 2018年（平成30年）
  - 4月改編より週末・祝日（年末年始も含む）のニュース・気象情報はテレビ・ラジオともに終日広島からの中国地方向け放送に変更（原則として選挙及び災害等を除く）。これにより、岡山県のニュース・気象情報は平日のみの放送となる。
- 2021年（令和3年）
  - 2月1日 - 開局90周年
  - 3月1日 - 高梁ラジオ中継局（ラジオ第1放送、FM補完中継局）開局[注 8][9]。
  - 11月15日 - テレビマスター更新により、岡山県向けの番組でもチャンネルロゴ表示「NHK G」「NHK E」が表示されるようになった。
- 2023年（令和5年）
  - 4月1日 - 令和改革により、部制（放送部・営業推進部等）からセンター制に見直され、コンテンツセンター、経営管理企画センターへ再編された。
  - 5月22日 - NHKプラスで地域向けのテレビ番組の見逃し配信が開始[10]。

## 主なテレビチャンネル及びラジオ周波数

### 親局
金甲山放送所（玉野市）
- デジタル総合テレビジョン（リモコンキーID：1）32ch（JOKK-DTV、2kW）
- デジタル教育テレビジョン（リモコンキーID：2）45ch（JOKB-DTV、2kW）
- FM放送 88.7MHz（JOKK-FM、1kW）

以下の地上アナログ放送は2011年7月24日に運用終了・停波。
- 総合テレビジョン 5ch（JOKK-TV、10kW）※総合親局5chは本局が唯一。
- 教育テレビジョン 3ch（JOKB-TV、10kW）※教育親局3chは放送センター、甲府放送局、福井放送局と同じ。

錦ラジオ放送所（岡山市南区）
- ラジオ第1放送 603kHz（JOKK、5kW）
- ラジオ第2放送 1386kHz（JOKB、5kW）

### 中継局

#### テレビジョン放送、FM放送
FMの中継局を設置している局、アナログUHFテレビ出力10W以上の局、全放送事業者が地上デジタル放送の中継局を設置している局、放送区域内世帯数1万世帯以上の局を掲載（テレビ放送開局順）。その他の中継局については「岡山県・香川県の放送#放送送信所」を参照されたい。
| 局名              | アナログ総合 （停波時点） | アナログ総合 （停波時点） | アナログ教育 （停波時点） | アナログ教育 （停波時点） | デジタル総合 | デジタル総合 | デジタル教育 | デジタル教育 | FM放送  | FM放送 | 中継局所在地 |
| ----------------- | ------------------------- | ------------------------- | ------------------------- | ------------------------- | ------------ | ------------ | ------------ | ------------ | ------- | ------ | ------------ |
| 局名              | チャンネル                | 出力                      | チャンネル                | 出力                      | チャンネル   | 出力         | チャンネル   | 出力         | 周波数  | 出力   | 中継局所在地 |
| 津山              | 2ch                       | 75W                       | 12ch                      | 75W                       | 22ch         | 50W          | 13ch         | 50W          | 85.5MHz | 100W   | 黒沢山       |
| 笠岡              | 2ch                       | 100W                      | 4ch                       | 100W                      | 32ch         | 30W          | 45ch         | 30W          | 83.7MHz | 100W   | 塚の丸山     |
| 高梁 （高梁松山） | 2ch                       | 10W                       | 12ch                      | 10W                       | -            | -            | -            | -            | 87.9MHz | 10W    | 鶏足山       |
| 高梁 （高梁松山） | 39ch                      | 3W                        | 45ch                      | 3W                        | 33ch         | 1W           | 31ch         | 1W           | -       | -      | 愛宕山       |
| 新見              | 1ch                       | 10W                       | 4ch                       | 10W                       | 15ch         | 3W           | 13ch         | 3W           | 86.0MHz | 10W    | 鳶が巣山     |
| 井原              | 58ch                      | 3W                        | 47ch                      | 3W                        | 32ch         | 0.3W         | 13ch         | 0.3W         | 82.9MHz | 3W     | 城山         |
| 備前              | 57ch                      | 3W                        | 55ch                      | 3W                        | 32ch         | 0.3W         | 45ch         | 0.3W         | 82.6MHz | 3W     | 笹尾山       |
| 久世              | 1ch                       | 3W                        | 4ch                       | 3W                        | 22ch         | 1W           | 13ch         | 1W           | 83.9MHz | 10W    | 笹向山       |
| 美作              | 1ch                       | 0.1W                      | 4ch                       | 0.1W                      | 49ch         | 0.3W         | 47ch         | 0.3W         | -       | -      | 塩垂山       |
| 柵原              | 1ch                       | 0.1W                      | 4ch                       | 0.1W                      | -            | -            | -            | -            | 84.7MHz | 10W    | あたご山     |
| 三石              | 1ch                       | 1W                        | 12ch                      | 1W                        | 49ch         | 0.3W         | 51ch         | 0.3W         | 84.5MHz | 1W     | 愛宕山       |
| 和気              | 1ch                       | 3W                        | 7ch                       | 3W                        | 32ch         | 1W           | 13ch         | 1W           | 82.0MHz | 1W     | 城山         |
| 児島              | 1ch                       | 10W                       | 12ch                      | 10W                       | 32ch         | 3W           | 51ch         | 3W           | 85.6MHz | 10W    | 神道山       |
| 日生              | 49ch                      | 1W                        | 51ch                      | 1W                        | 32ch         | 0.1W         | 45ch         | 0.1W         | 83.3MHz | 0.5W   | 楯越山       |
| 北房              | 1ch                       | 3W                        | 4ch                       | 3W                        | 32ch         | 1W           | 13ch         | 1W           | 84.6MHz | 3W     | 飯ノ山       |
| 哲西              | 1ch                       | 10W                       | 4ch                       | 10W                       | 32ch         | 3W           | 34ch         | 3W           | 84.1MHz | 1W     | 雨請山       |
| 蒜山              | 6ch                       | 10W                       | 12ch                      | 10W                       | 32ch         | 3W           | 29ch         | 3W           | -       | -      | 高張山       |
| 奥津              | 2ch                       | 3W                        | 7ch                       | 3W                        | -            | -            | -            | -            | -       | -      | 大釣山       |
| 有漢              | 49ch                      | 3W                        | 51ch                      | 3W                        | 22ch         | 0.3W         | 13ch         | 0.3W         | 82.5MHz | 3W     | 権現山       |
| 大原              | 1ch                       | 1W                        | 4ch                       | 1W                        | 44ch         | 0.3W         | 46ch         | 0.3W         | 84.9MHz | 10W    | 竹山         |
| 湯原              | 55ch                      | 3W                        | 53ch                      | 3W                        | 26ch         | 0.3W         | 33ch         | 0.3W         | -       | -      | 大沼山       |
| 美作加茂          | 55ch                      | 3W                        | 53ch                      | 3W                        | 32ch         | 0.3W         | 13ch         | 0.3W         | 86.3MHz | 1W     | 青生山       |
| 水島              | 58ch                      | 10W                       | 54ch                      | 10W                       | 32ch         | 1W           | 45ch         | 1W           | -       | -      | -            |
| 岡山北            | 43ch                      | 10W                       | 41ch                      | 10W                       | -            | -            | -            | -            | -       | -      | 鳥山         |
| 岡山津島          | -                         | -                         | -                         | -                         | 40ch         | 1W           | 45ch         | 1W           | -       | -      | 鳥山         |
| 岡山東            | 56ch                      | 3W                        | 47ch                      | 3W                        | -            | -            | -            | -            | -       | -      | -            |
| 玉野和田          | 56ch                      | 3W                        | 58ch                      | 3W                        | 36ch         | 0.3W         | 40ch         | 0.3W         | -       | -      | 神登山       |
| 津山南            | 49ch                      | 3W                        | 51ch                      | 3W                        | -            | -            | -            | -            | -       | -      | 神南備山     |
| 備前瀬戸          | 52ch                      | 10W                       | 50ch                      | 10W                       | 40ch         | 1W           | 48ch         | 1W           | -       | -      | 鉄砲山       |
| 山陽              | 39ch                      | 10W                       | 37ch                      | 10W                       | 32ch         | 1W           | 45ch         | 1W           | -       | -      | 善応寺山     |
| 玉島              | 37ch                      | 3W                        | 39ch                      | 3W                        | 36ch         | 0.3W         | 34ch         | 0.3W         | -       | -      | 野呂山       |
| 備前佐伯          | 56ch                      | 3W                        | 54ch                      | 3W                        | 22ch         | 0.3W         | 13ch         | 0.3W         | -       | -      | -            |
| 総社              | 58ch                      | 10W                       | 55ch                      | 10W                       | 32ch         | 1W           | 45ch         | 1W           | -       | -      | 伊予部山     |
| 長船              | 61ch                      | 3W                        | 59ch                      | 3W                        | 39ch         | 0.3W         | 37ch         | 0.3W         | -       | -      | 高松山       |
| 周匝              | 41ch                      | 3W                        | 43ch                      | 3W                        | 49ch         | 0.3W         | 47ch         | 0.3W         | -       | -      | 茶臼山       |
| 備前伊里          | 56ch                      | 1W                        | 54ch                      | 1W                        | 39ch         | 0.1W         | 37ch         | 0.1W         | -       | -      | -            |
| 牛窓              | 59ch                      | 1W                        | 51ch                      | 1W                        | 22ch         | 0.1W         | 38ch         | 0.1W         | -       | -      | -            |
| 津山東            | 40ch                      | 30W                       | -                         | -                         | -            | -            | -            | -            | -       | -      | 鳥山         |
| 備前塩田          | 55ch                      | 0.1W                      | 51ch                      | 0.1W                      | 38ch         | 0.01W        | 40ch         | 0.01W        | -       | -      | -            |
| 虫明              | 49ch                      | 1W                        | 51ch                      | 1W                        | 48ch         | 0.1W         | 52ch         | 0.1W         | -       | -      | 城山         |
| 神根              | 48ch                      | 0.1W                      | 46ch                      | 0.1W                      | 37ch         | 0.01W        | 39ch         | 0.01W        | -       | -      | -            |
| 吉永高田          | 58ch                      | 0.1W                      | 56ch                      | 0.1W                      | 41ch         | 0.01W        | 42ch         | 0.01W        | -       | -      | -            |

#### AM放送
- ラジオ第1放送
  - 津山 927kHz（1kW）
  - 新見 1341kHz（100W）
  - 久世 1323kHz（100W）
  - 北房 1584kHz（100W）
  - 高梁 FM89.6MHz（10W）
- ラジオ第2放送
  - 津山 1152kHz（100W）
  - 新見 1125kHz（100W）

## 平成30年7月豪雨関連報道
- 2018年7月7日を中心に発生した平成30年7月豪雨による真備町地区を主とした県内各地の大水害報道に関連して、広範囲の大規模災害報道に対応するには現在所属している現職のアナウンサーだけでは、長期にわたる災害報道に対応出来なくなって来た。
- これに対応する為に、過去に岡山放送局に所属していてリポート番組を経験し、県内各地の事情に詳しいアナウンサーが応援の為に各地より急遽派遣され、交代しながら被災地からの現場レポートを中心に、各時間帯のローカルニュース報道や、被災者向け情報番組のキャスターを務めた。
- さらに、岡山に勤務経験のなかった伊藤雄彦等のベテランや中堅のアナウンサーも出張で加わった。
- 過去に帯番組を持っていたアナウンサー達の情報発信に対して、多くの被災者からの『お便りFAX』や『メール』などで励まされた旨の声が寄せられ、各番組内でも随時紹介された。

### 応援アナウンサー
- 塩田慎二
- 魚住優
- 星麻琴
- 伊藤雄彦（岡山勤務経験なし）
- 大石真弘（岡山勤務経験なし）他

## 岡山放送局制作の主な番組
2025年度上期の編成（同年3月31日以降）

### 総合テレビ
太字はNHKプラスの「ご当地プラス」において見逃し配信を実施している番組。
- 岡山県のニュース（月曜 - 金曜 12:15 - 12:20）
- もぎたて!（月曜 - 金曜 18:10 - 19:00）
- もぎたて!845（月曜 - 金曜 20:45 - 21:00[注 9]）
- もぎたて!645（土曜・日曜・祝日 18:45 - 19:00 [注 10]）
- @okayama（金曜〈不定期〉19:30 - 19:55、再放送：土曜〈不定期〉 7:30 - 7:55）[注 11]
  - 広島局送出により土曜7:30 - 7:55または11:25 - 11:50のどちらかで中国ブロック向けに遅れネットされる場合あり（岡山局では再放送扱い）。
- 考える岡山（不定期、Eテレで放送される場合もあり）

### ラジオ第1放送・FM放送
斜字はFMサイマル放送
- ニュース・気象情報など 
  - 12:15 - 12:20
  - 13:55 - 14:00
  - 18:50 - 19:00
- ラジオdeもぎたて!（ラジオ第1放送、隔週金曜 12:30 - 12:55[注 12]）
- 岡山ラジオ・おからじ!（ラジオ第1放送、年6回、金曜 17:05 - 17:55[注 13]）

※土日・祝日・年末年始は、終日中国地方向け放送のため岡山県向け放送はなし。

## 過去に制作した番組

### 総合テレビ
- 岡山ニュースワイド→岡山モーニングワイド
- ガイドおかやま→くらしの情報おかやま→こんにちは岡山→情報ボックスMoMo→ひるまえおかやま→おかやまひだまりカフェ→ひるまえもぎたて!
- 6:40ニュース岡山→おかやま630→イブニングネットワークおかやま→フレッシュおかやま630→おかやまToday630→おかやま610→きびきびワイド→ニュースコア6岡山
- 金曜チャンネル
- テレビふるさと特急便
- テレビ土曜あさ市
- 月刊岡山トラのアナ ※同県出身の小説家あさのあつこがコメンテーターを務めタレントのルー大柴が岡山放送局まで出向いてナレーターを務めた。現在放送中の『ブラタモリ』同様19:30スタートで30分を超える番組だった。
- おはよう岡山（ - 2024年3月29日、月曜 - 金曜 7:45 - 8:00[注 14]）

### ラジオ第1放送
- こんにちはラジオセンターせとうち

## アナウンサー・キャスター
- 氏名の後の*は、過去に岡山局での勤務経験のあるアナウンサー。前任地が太字のアナウンサーはその局が初任地。

| 氏名           | 前任地                  | 担当番組                                                           | 備考                          |
| アナウンサー   | アナウンサー            | アナウンサー                                                       | アナウンサー                  |
| -------------- | ----------------------- | ------------------------------------------------------------------ | ----------------------------- |
| 大橋拓         | 展開センター            | アナウンスグループ統括 岡山県のニュース                            |                               |
| 井上あさひ     | 東京アナウンス室        | もぎたて! （月～水曜キャスター） 岡山県のニュース                  | 玉野市出身                    |
| 齋藤舜介       | 津                      | もぎたて! （木・金曜キャスター） 各種スポーツ中継 岡山県のニュース | 岡山市出身                    |
| 佐々生佳典     | 広島                    | 各種スポーツ中継 岡山県のニュース                                  |                               |
| 河畑達子       | 広島                    | あさイチ （本部制作・山陽地域中継リポーター） 岡山県のニュース     |                               |
| 契約キャスター |                         |                                                                    |                               |
| 中尾友香       | 松江 （契約キャスター） | もぎたて! （月～水曜キャスター） ひるまえ直送便                    | 広島県 広島市出身             |
| 裏山奈央       |                         | もぎたて! （木・金曜キャスター） ひるまえ直送便                    | 岡山市出身                    |
| 坂田智恵子     | 高松 （契約キャスター） | もぎたて! （リポーター） ひるまえ直送便                            | 井原市出身                    |
| 気象予報士     |                         |                                                                    |                               |
| 中島望         | 高松 （気象キャスター） | もぎたて!                                                          | 津山市出身 ウェザーマップ所属 |

なお災害時などの応援以外でも、夜勤シフトなどの都合により、広島放送局の『お好み845』『NHKニュースおはようちゅうごく』（岡山県を含めた中国ブロックネット）をまれに岡山放送局のアナウンサー（広島局在職経験のある佐々生佳典・河畑達子を含む）が担当することがある。また同様の事情で、逆に広島放送局のアナウンサーが岡山放送局のニュースを担当したことがある（2023年1月26日に12:15 - 12:20の岡山県域ニュースを担当した久保田拓人〈2025年5月現在は鳥取放送局に在職〉など）。

## 民間放送との共同キャンペーン
2020年、新型コロナウイルス（COVID-19）の世界的な大流行に伴い感染予防を呼びかけるキャンペーンを民間放送各局と展開。テレビでは岡山県と香川県、ラジオでは岡山県の各局と展開。また、テレビにおいては四国ブロックのNHK高松放送局も参加している。参加局などは以下のとおり（いずれも2020年時点）。
- テレビ：岡山県（伊原木隆太）、香川県（浜田恵造）、NHK岡山放送局（望月啓太）、NHK高松放送局（五味哲太）、西日本放送（松田愛里）、瀬戸内海放送（白戸ゆめの）、RSK山陽放送（岡田美奈子）、テレビせとうち（中島有香）、岡山放送（森夏美）
- ラジオ：NHK岡山放送局、RSK山陽放送、岡山エフエム放送、岡山シティエフエム